# Erbauliche Monaths Unterredungen
Erbauliche Monaths Unterredungen («Ежемесячные поучительные дискуссии») — немецкое периодическое издание по философии, выходившее с 1663 по 1668 год. Считается первым изданием, которое могло бы называться журналом.
Хотя объём каждого номера, как правило, был малым (большая часть их содержания писалась в одиночку Иоганном Ристом, богословом и поэтом из Гамбурга), издание вдохновило читателей создание других подобных журналов и вызвало энтузиазм в отношении образования среди его преимущественно интеллектуальной аудитории.
Издание выходило не совсем периодически, каждый номер был посвящён одному из месяцев года и содержал диалоги по некоторой теме, выбранной сложным вычурным способом, что отражало взгляды и вкусы самого Риста. Например, январь - чернила, февраль - жизнь страны, март - философский камень и т.д. Всего Рист успел выпустить 6 номеров. После его смерти в 1667 году его работа была продолжена немецким энциклопедистом Эразмом Финксом (также известным как Эразм Франчиши), который дописал и издал ещё 6 номеров, посвящённых оставшимся месяцам года. После этого издание было прекращено.